# Cérium(IV)-cérium(III) ciklus
A cérium(IV) oxid–cérium(III) oxid ciklus vagy CeO2/Ce2O3 ciklus egy cérium(IV)-oxid és cérium(III)-oxid alkalmazásával működő hidrogén előállító termokémiai ciklus. A  cérium-alapú ciklussal elérhető, hogy két lépésre szétválasztott módon történjen a hidrogén előállítása. A hidrogén és az oxigén különböző lépésekben szabadul fel, így a nagy hőmérsékletű gázelválasztás lépése feleslegessé válik.

## Folyamat leírás
A kétlépéses vízbontó termokémiai ciklus a következő redoxi rendszer nem sztöchiometrikus működésén alapul:
- Disszociációs lépés: 2CeO2 → Ce2O3 + ½ O2
- Hidrolízis: Ce2O3 + H2O → 2CeO2 + H2

Az első endoterm lépésben a cérium(IV) oxid hőbontása történik 2000 °C hőmérsékleten és 100-200 mbar nyomáson inert gáz atmoszférában. A második exoterm lépésben a  cérium(III) oxid reagál fixágyas reaktorban 400 °C–600 °C hőmérsékleten vízzel, a keletkező termékek hidrogén és cérium(IV) oxid.

## Kapcsolódó oldalak
- Réz-klór ciklus
- Kén-jód ciklus
- Hibrid kén ciklus
- Nagy hőmérsékletű elektrolízis
- Vas-oxid ciklus
- Cink - Cink-oxid ciklus

## Fordítás
Ez a szócikk részben vagy egészben  a   Cerium(IV) oxide–cerium(III) oxide cycle című angol Wikipédia-szócikk ezen változatának fordításán alapul.  Az eredeti cikk szerkesztőit annak laptörténete sorolja fel. Ez a jelzés csupán a megfogalmazás eredetét és a szerzői jogokat jelzi, nem szolgál a cikkben szereplő információk forrásmegjelöléseként.